# Parafia Najświętszej Maryi Panny Królowej Polski w Zawierciu
Parafia Najświętszej Maryi Panny Królowej Polski – parafia rzymskokatolicka w Zawierciu. Należy do dekanatu Zawiercie - NMP Królowej Polski archidiecezji częstochowskiej. Została utworzona w 1957 roku. Kościół parafialny został zbudowany w latach 1974–1980, konsekrowany w 2000 roku.